# Dlhé Klčovo
Dlhé Klčovo é um município da Eslováquia, situado no distrito de Vranov nad Topľou, na região de Prešov. Tem 10,34 km² de área e sua população em 2018 foi estimada em 1.385 habitantes.

## Demografia
| Ano:        | 1994 | 2004   | 2014   | 2024   |
| ----------- | ---- | ------ | ------ | ------ |
| Broj ljudi: | 1354 | 1419   | 1406   | 1347   |
| Razlika:    |      | +4,80% | -0,91% | -4,19% |

| Ano:               | 2023 | 2024   |
| ------------------ | ---- | ------ |
| Número de pessoas: | 1358 | 1347   |
| Diferença:         |      | -0,81% |